# Derrick McKey
Derrick Wayne McKey (ur. 10 października 1966 w Meridian) – amerykański koszykarz występujący na pozycji skrzydłowego, mistrz świata, wybierany do drugiego składu najlepszych obrońców NBA.

## Osiągnięcia
NCAA
- Uczestnik rozgrywek Sweet Sixteen turnieju NCAA (1985–1987)
- Mistrz:
  - turnieju konferencji Southeastern (SEC – 1987)[3]
  - sezonu zasadniczego SEC (1987)
- Zawodnik Roku konferencji SEC (1987)[3]
- MVP turnieju SEC (1987)[3]
- Zaliczony do:
  - I składu All-SEC (1986-87)[3]
  - II składu All-American – UPI (1987)
  - III składu All-American - AP, NABC (1987)
  - składu Chick-fil-A SEC Basketball Legends (2004)[3]

NBA
- Finalista NBA (2000)[4]
- Wybrany do:
  - I składu debiutantów NBA (1988)[5]
  - II składu defensywnego NBA (1995, 1996)[2]

Reprezentacja
- Mistrz:
  - świata (1986)[1]
  - Igrzysk Dobrej Woli (1986)[6]